# Libnotes toxopei
Libnotes toxopei är en tvåvingeart som först beskrevs av Edwards 1926.  Libnotes toxopei ingår i släktet Libnotes och familjen småharkrankar. Inga underarter finns listade i Catalogue of Life.